# Rautjärvi (Kouvola, Tirva)
Le Rautjärvi est un lac situé à Valkeala et Anjalankoski en Finlande,.

## Géographie
La surface du lac est de 220 hectares soit 2,2 kilomètres carrés, il mesure 2,9 kilomètres de long et 1,5 kilomètre de large. 
Il compte trois îles d'une superficie totale de 1,24 hectare.
Le volume du lac est de 4,1 millions de mètres cubes, soit 0,0041 kilomètre cube. Sa profondeur moyenne est de 1,8 mètre et la profondeur maximale est de 4,3 mètres. 
Son littoral mesure 12,2 kilomètres de long.

## Hydrographie
Le  fait partie du bassin de la Kymi.